# گالینهوس
گالینهوس (به پرتغالی: Galinhos) یک شهرستان در برزیل است که در ریو گرانده شمالی واقع شده‌است.